# Lauri Vilkko
Lauri Vilkko   (Rautjärvi, 13 d'agost de 1925 - Tuusula, 13 d'octubre de 2017) fou un pentatleta finlandès que va competir durant les dècades de 1940 i 1950.
El 1948 va prendre part en els Jocs Olímpics d'Estiu de Londres, on fou quart en la competició de pentatló modern. Quatre anys més tard als Jocs de Hèlsinki, disputà dues proves del programa de pentatló modern. Junt a Olavi Mannonen i Olavi Rokka guanyà la medalla de bronze en la competició per equips, mentre en la competició individual fou setè.
Fou un oficial militar que es va retirar com a coronel el 1985 després de ser el cap del departament de topografia de l'Exèrcit de Finlàndia.